# Joachim Bernier de La Brousse
Pour les articles homonymes, voir Bernier.
Joachim Bernier de La Brousse, né à Nouaillé vers 1580 et mort en 1623, est un poète baroque français.
Avocat selon les uns, banquier selon d’autres à Poitiers, Bernier fut élevé par son oncle Deplanches, prieur et sous-chantre de Sainte-Radegonde, qui, lui aussi, était poète. Ami du poète Jean Prévost, néo-pétrarquiste, il s'inspira de Ronsard. Un recueil de ses Œuvres poétiques, contenant une tragi-comédie en vers intitulée Les Heureuses Infortunes, parut à Poitiers en 1618. Certaines de ses poésies érotiques furent publiées dans des recueils de l'époque tels que Les Délices satyriques, ou Suite du Cabinet des vers satyriques de ce temps en 1620.